# Cowboy Bebop (serie televisiva 2021)
Cowboy Bebop è una serie televisiva statunitense di fantascienza del 2021. Si tratta di una serie live action basata sull'omonima serie anime del 1998 e sull'omonimo film d'animazione del 2001. Ambientata nell'anno 2171, la storia segue le avventure di un gruppo di cacciatori di taglie che insegue i ricercati attraverso il sistema solare sull'astronave Bebop.
La serie è stata ideata da Christopher Yost, con André Nemec come showrunner, e vede protagonisti John Cho, Daniella Pineda, Mustafa Shakir, Alex Hassell ed Elena Satine. I dieci episodi che la compongono sono stati pubblicati su Netflix il 19 novembre 2021 e sono stati criticati negativamente per la sceneggiatura, gli effetti speciali, il montaggio e le scene d'azione, ma sono stati elogiati per il cast. Nel dicembre 2021 Netflix ha cancellato la serie dopo una sola stagione.

## Trama
Nel 2171, i cacciatori di taglie (detti cowboy) inseguono i ricercati nel sistema solare ormai colonizzato. Spike e Jet lavorano insieme, il primo era un componente del gruppo criminale Red Dragon, il secondo era un poliziotto, durante i loro inseguimenti incontrano Faye Valentine, anche lei cacciatrice, che si unisce al gruppo a bordo della nave spaziale Bebop. Spike cerca di riavvicinarsi a Julia mentre Vicious cerca di mettersi a capo del Red Dragon.

## Episodi
| Stagione       | Episodi | Pubblicazione |
| -------------- | ------- | ------------- |
| Prima stagione | 10      | 2021          |

## Personaggi e interpreti
- Spike Spiegel, interpretato da John Cho, doppiato da Gianfranco Miranda
- Faye Valentine, interpretata da Daniella Pineda, doppiata da Barbara De Bortoli
- Jet Black, interpretato da Mustafa Shakir, doppiato da Massimo Bitossi
- Vicious, interpretato da Alex Hassell, doppiato da Maurizio Merluzzo
- Julia, interpretata da Elena Satine, doppiata da Vanina Marini

## Produzione
Il 6 giugno 2017 è stato annunciato che un adattamento live-action di Cowboy Bebop era in lavorazione per la televisione da parte di Tomorrow Studios, uno studio nato dalla collaborazione tra il produttore Marty Adelstein e ITV Studios, con la partecipazione di Sunrise Inc., con Christopher Yost come sceneggiatore. Il 27 novembre 2018 Netflix ha annunciato la propria partecipazione alla produzione e che la serie da 10 episodi sarebbe stata distribuita sulla sua piattaforma streaming, prima di questa conferma ufficiale era previsto che la serie venisse prodotta da Amazon Studios. André Nemec, uno dei produttori dello studio Midnight Radio, è stato assegnato come showrunner. Shin'ichirō Watanabe è stato coinvolto come consulente.
Il 9 dicembre 2021 Netflix annuncia di non voler rinnovare la serie per nuovi episodi.
André Nemec ha dichiarato in un'intervista di voler espandere il mondo tratto dall'anime senza fare un remake strettamente fedele.

### Cast
Il 4 aprile 2019 viene annunciato il cast principale composto dagli attori John Cho, Mustafa Shakir, Daniella Pineda e Alex Hassell nei ruoli rispettivamente di Spike Spiegel, Jet Black, Faye Valentine e Vicious, il 22 agosto viene confermata Elena Satine nei panni di Julia.
Il 19 novembre 2020 vengono annunciati gli attori Geoff Stults, Tamara Tunie, Mason Alexander Park, Rachel House, Ann Truong e Hoa Xuande come interpreti di Chalmers, Ana, Gren, Mao, Shin e Lin rispettivamente. Il 3 agosto 2021 viene confermato che anche James Hiroyuki Liao prende parte al live-action. Il 25 settembre 2021 Netflix conferma attori e ruoli interpretati: Jan Uddin, Lydia Peckham, Adrienne Barbeau, Josh Randall, Rodney Cook, Ira Munn e Lucy Currey come Asimov Solensan, Katerina, Maria Murdock, Pierrot Le Fou, Teddy Bomber, Punch e Judy. Cali Nelle viene confermato come interprete di Abdul Hakim.
Il giorno della pubblicazione della serie su Netflix viene rivelato Eden Perkins come interprete di Ed. Nemec ha spiegato che ha voluto concentrarsi sui tre cowboy del Bebop prima di introdurre Ed.

### Riprese
Le rispese sono state fatte nei pressi di Auckland in Nuova Zelanda tra luglio 2019 e marzo 2021.
Durante le riprese John Cho ha avuto un infortunio a ottobre 2019, la produzione della serie è stata fermata per diversi mesi permettendo all'attore di riprendersi.
Durante il periodo in cui la produzione è stata temporaneamente sospesa, lo showrunner Nemec e gli autori hanno iniziato a pensare sulla storia della seconda stagione, avendo molto materiale a disposizione hanno riscritto il personaggio di Gren per inserirlo all'interno della prima stagione.
Le riprese sono ricominciate il 30 settembre 2020 grazie all'esenzione da parte del governo neozelandese concesso alle troupe cinematografiche delle produzioni internazionali nonostante le regole per la pandemia di COVID-19.

## Colonna sonora
La colonna sonora è stata composta da Yōko Kanno, eseguita dal gruppo The Seatbelts di cui fa parte la stessa Kanno, distribuita sulle piattaforme digitali di streaming musicale il 19 novembre 2021 in contemporanea con la serie live-action.
La sigla di apertura è Tank! come per la serie anime, in chiusura per alcuni episodi viene eseguita la canzone The Real Folk Blues.

## Promozione
Il 23 agosto 2021 vengono condivise le prime immagini dei protagonisti interpretati da Cho, Pineda e Shakir. Il video della sigla di apertura viene pubblicato il 25 settembre 2021. Un video teaser è pubblicato il 19 ottobre, seguito dal trailer ufficiale il 26 ottobre.
La serie viene candidata ai Primetime Emmy Awards del 2022 nella categoria Outstanding Main Title Design per la sequenza di apertura.

## Accoglienza
Il live action ha ricevuto recensioni negative per quanto riguarda la messa in scena e la sceneggiatura. In molti hanno criticato la serie definendola una "copia dell'originale senz'anima", di cui prende le scene più famose snaturando il messaggio e l'atmosfera dell'anime. Inizialmente era in programma una seconda stagione ma le critiche e i bassi ascolti hanno costretto Netflix a cancellarla. 
Il creatore dell'anime originale, Watanabe, ha rinnegato il live action.
Anche secondo Deadline la serie non ha ricevuto il rinnovo per una seconda stagione poiché le visualizzazioni sulla piattaforma della prima stagione sono state molto inferiori alle aspettative, soprattutto considerando che la serie è costata molto.

## Altri media
Nell'agosto 2021 viene annunciata la collaborazione tra Netflix e Titan Publishing per pubblicare diversi libri basati sulla serie, il primo libro è un romanzo prequel intitolato Cowboy Bebop: A Syndicate Story: Red Planet Requiem e pubblicato il 7 dicembre 2021.
L'editore Titan ha pubblicato dal 26 gennaio 2022 a giugno dello stesso anno una mini-serie a fumetti in quattro numeri, raccolti poi il 15 novembre 2022 nel volume Cowboy Bebop: Supernova Swing.
L'artbook Cowboy Bebop: Making The Netflix Series è stato pubblicato il 21 giugno 2022.